# Vörösfarkú rókarigó
A vörösfarkú rókarigó (Neocossyphus rufus)  a madarak osztályának verébalakúak (Passeriformes) rendjébe és a rigófélék (Turdidae) családjába tartozó faj.

## Rendszerezése
A fajt Gustav Fischer és Anton Reichenow írták le 1884-ben, a Pseudocossyphus nembe Pseudocossyphus rufus néven.

## Alfajai
- Neocossyphus rufus gabunensis (Neumann, 1908) - Egyenlítői-Guinea, Gabon, Kamerun, a Kongói Köztársaság, a Kongói Demokratikus Köztársaság északi része, a Közép-afrikai Köztársaság és Uganda nyugati része
- Neocossyphus rufus rufus (Fischer & Reichenow, 1884) - Szomália déli része, Kenya keleti része és Tanzánia keleti része [2]

## Előfordulása
Afrika középső részén, Egyenlítői-Guinea, Gabon, Kamerun, Kenya, a Kongói Köztársaság, a Kongói Demokratikus Köztársaság, a Közép-afrikai Köztársaság, Szomália, Tanzánia és Uganda területén honos. 
Természetes élőhelyei a szubtrópusi vagy trópusi síkvidéki esőerdők és mocsári erdők. Állandó, nem vonuló faj.

## Megjelenése
Testhossza 25 centiméter, testtömege 53–80 gramm.

## Életmódja
Főként rovarokkal táplálkozik, de pókokat is fogyaszt.

## Természetvédelmi helyzete
Az elterjedési területe rendkívül nagy, egyedszáma viszont csökken, de még nem éri el a kritikus szintet. A Természetvédelmi Világszövetség Vörös listáján nem fenyegetett fajként szerepel.